# 皮德別里茲齊 (茲博羅夫區)
49°51′28″N 25°20′53″E / 49.85778°N 25.34806°E
皮德別里茲齊（烏克蘭語：Підберізці），是烏克蘭的村落，位於該國西部捷爾諾波爾州，由捷尔诺波尔区負責管轄，處於塞雷特河畔，始建於1785年，面積0.78平方公里，2001年人口468。